# Poronaysky (huyện)
Huyện Poronaysky (tiếng Nga: ? райо́н) là một huyện hành chính tự quản (raion), của Tỉnh Sakhalin, Nga. Huyện có diện tích 7394 km², dân số thời điểm ngày 1 tháng 1 năm 2000 là 14000 người. Trung tâm của huyện đóng ở Poronaysk.